# David Davis (futbolista)
David Lowell Davis (Smethwick, Inglaterra, 20 de febrero de 1991) es un futbolista inglés que juega de centrocampista en el Kidderminster Harriers F. C. de la National League North.

## Trayectoria
Comenzó su carrera de futbolista cuando era niño, en el centro de excelencia del Walsall, y luego jugó para su club local el Tividale. David ganó luego una beca escolar en la academia del Wolverhampton Wanderers en 2007.
Se volvió profesional con el Wolverhampton el 2009, y ese mismo año debutó profesionalmente durante su préstamo al Darlington de la League Two. En su paso por el Wolverhampton, se fue a préstamo al Walsall y al Chesterfield de la League One y el Shrewsbury Town de la League Two, además pasó una cesión en el Inverness Caledonian Thistle de la Socttish Premiership.
Dejó los Wolves a finales de la temporada 2013-14 y fichó por el Birmingham City en agosto de 2014.
Davis sufrió una lesión en el tobillo durante un entrenamiento a principios de julio de 2018, lesión que requirió cirugía y lo mantiene fuera de las canchas en la temporada 2018-19.
El 31 de enero de 2020 fue enviado a préstamo al Charlton Athletic por el resto de la temporada 2019-20.
El 17 de junio de 2022 fichó por el Forest Green Rovers F. C.

## Estadísticas
Actualizado al 30 de julio de 2022.
| Wolverhampton Wanderers Inglaterra                                                                                      | 1.ª           | 2009-10       | 0   | 0  | 0  | 0 | 0  | 0 | - | - | 0   | 0  |
| Wolverhampton Wanderers Inglaterra                                                                                      | 1.ª           | 2010-11       | 0   | 0  | 0  | 0 | 0  | 0 | - | - | 0   | 0  |
| Wolverhampton Wanderers Inglaterra                                                                                      | 1.ª           | 2011-12       | 7   | 0  | 0  | 0 | 1  | 0 | - | - | 8   | 0  |
| Wolverhampton Wanderers Inglaterra                                                                                      | 2.ª           | 2012-13       | 28  | 0  | 1  | 0 | 3  | 0 | - | - | 32  | 0  |
| Wolverhampton Wanderers Inglaterra                                                                                      | 3.ª           | 2013-14       | 18  | 0  | 1  | 0 | 1  | 0 | 1 | 0 | 21  | 0  |
| Wolverhampton Wanderers Inglaterra                                                                                      | 2.ª           | 2014-15       | 0   | 0  | -  | - | -  | - | - | - | 0   | 0  |
| Wolverhampton Wanderers Inglaterra                                                                                      | Total club    | Total club    | 53  | 0  | 2  | 0 | 5  | 0 | 1 | 0 | 61  | 0  |
| Darlington (préstamo) Inglaterra                                                                                        | 4.ª           | 2009-10       | 5   | 0  | 1  | 0 | -  | - | - | - | 6   | 0  |
| Darlington (préstamo) Inglaterra                                                                                        | Total club    | Total club    | 5   | 0  | 1  | 0 | -  | - | - | - | 6   | 0  |
| Walsall (préstamo) Inglaterra                                                                                           | 3.ª           | 2010-11       | 7   | 0  | -  | - | -  | - | - | - | 7   | 0  |
| Walsall (préstamo) Inglaterra                                                                                           | Total club    | Total club    | 7   | 0  | -  | - | -  | - | - | - | 7   | 0  |
| Shrewsbury Town (préstamo) Inglaterra                                                                                   | 4.ª           | 2010-11       | 19  | 2  | -  | - | -  | - | 2 | 0 | 21  | 2  |
| Shrewsbury Town (préstamo) Inglaterra                                                                                   | Total club    | Total club    | 19  | 2  | -  | - | -  | - | 2 | 0 | 21  | 2  |
| Inverness Caledonian Thistle (préstamo) Escocia                                                                         | 1.ª           | 2011-12       | 14  | 1  | 1  | 0 | -  | - | - | - | 15  | 1  |
| Inverness Caledonian Thistle (préstamo) Escocia                                                                         | Total club    | Total club    | 14  | 1  | 1  | 0 | -  | - | - | - | 15  | 1  |
| Chesterfield (préstamo) Inglaterra                                                                                      | 3.ª           | 2011-12       | 9   | 0  | -  | - | -  | - | 2 | 0 | 11  | 0  |
| Chesterfield (préstamo) Inglaterra                                                                                      | Total club    | Total club    | 9   | 0  | -  | - | -  | - | 2 | 0 | 11  | 0  |
| Birmingham City Inglaterra                                                                                              | 2.ª           | 2014-15       | 42  | 3  | 1  | 0 | 1  | 0 | - | - | 44  | 3  |
| Birmingham City Inglaterra                                                                                              | 2.ª           | 2015-16       | 35  | 1  | 1  | 0 | 3  | 0 | - | - | 39  | 1  |
| Birmingham City Inglaterra                                                                                              | 2.ª           | 2016-17       | 41  | 4  | 2  | 0 | 0  | 0 | - | - | 43  | 4  |
| Birmingham City Inglaterra                                                                                              | 2.ª           | 2017-18       | 38  | 2  | 1  | 0 | 2  | 1 | - | - | 41  | 3  |
| Birmingham City Inglaterra                                                                                              | 2.ª           | 2018-19       | 11  | 0  | 0  | 0 | 0  | 0 | - | - | 11  | 0  |
| Birmingham City Inglaterra                                                                                              | 2.ª           | 2019-20       | 15  | 0  | 1  | 0 | 0  | 0 | - | - | 16  | 0  |
| Birmingham City Inglaterra                                                                                              | 2.ª           | 2020-21       | 0   | 0  | 0  | 0 | 0  | 0 | - | - | 0   | 0  |
| Birmingham City Inglaterra                                                                                              | Total club    | Total club    | 182 | 10 | 6  | 0 | 6  | 1 | - | - | 194 | 11 |
| Charlton Athletic (préstamo) Inglaterra                                                                                 | 2.ª           | 2019-20       | 5   | 0  | -  | - | -  | - | - | - | 5   | 0  |
| Charlton Athletic (préstamo) Inglaterra                                                                                 | Total club    | Total club    | 5   | 0  | -  | - | -  | - | - | - | 5   | 0  |
| Shrewsbury Town Inglaterra                                                                                              | 3.ª           | 2020-21       | 21  | 0  | 0  | 0 | -  | - | - | - | 21  | 0  |
| Shrewsbury Town Inglaterra                                                                                              | 3.ª           | 2021-22       | 27  | 1  | 2  | 0 | 1  | 0 | 2 | 0 | 32  | 1  |
| Shrewsbury Town Inglaterra                                                                                              | Total club    | Total club    | 48  | 1  | 2  | 0 | 1  | 0 | 2 | 0 | 53  | 1  |
| Forest Green Rovers Inglaterra                                                                                          | 3.ª           | 2022-23       | 1   | 0  | 0  | 0 | -  | - | - | - | 1   | 0  |
| Forest Green Rovers Inglaterra                                                                                          | Total club    | Total club    | 1   | 0  | 0  | 0 | -  | - | 0 | 0 | 1   | 0  |
| Total carrera | Total carrera | Total carrera | 343 | 14 | 12 | 0 | 12 | 1 | 7 | 0 | 374 | 15 |
| (1) Incluye datos de FA Cup y Copa de Escocia. (2) Incluye datos deFootball League Trophy y play offs de la League Two. |               |               |     |    |    |   |    |   |   |   |     |    |

## Palmarés

### Títulos nacionales
| Título              | Club                    | País       | Año     |
| ------------------- | ----------------------- | ---------- | ------- |
| Football League One | Wolverhampton Wanderers | Inglaterra | 2013-14 |